# Nguyễn Anh Tuấn (chính khách)
Nguyễn Anh Tuấn (sinh năm 1979) là một chính khách Việt Nam. Ông hiện là Ủy viên Ban Chấp hành Trung ương Đảng khóa XIII, Bí thư Tỉnh ủy Bắc Ninh, Bí thư Đảng ủy quân sự tỉnh, Trưởng Ban Chỉ đạo phòng, chống tham nhũng, tiêu cực tỉnh Bắc Ninh, Đại biểu Quốc hội Việt Nam khóa XV nhiệm kì 2021-2026, thuộc đoàn đại biểu quốc hội tỉnh Bắc Ninh, Trưởng Đoàn đại biểu Quốc hội khóa XV tỉnh Bắc Ninh.

## Lý lịch và học vấn
Nguyễn Anh Tuấn sinh ngày 26 tháng 11 năm 1979, quê quán thôn Ước Ngoại, xã Quảng Phong, nay là TDP Ước Ngoại, thị trấn Tân Phong, huyện Quảng Xương, tỉnh Thanh Hóa, vào Đảng ngày 27 tháng 12 năm 2001.
Trình độ học vấn: 12/12, trình độ chuyên môn:
- Cử nhân Ngân hàng và Thị trường tài chính.
- Thạc sĩ Quản trị kinh doanh (chuyên ngành Quản trị tài chính)
- Tiến sĩ Quản lý kinh tế
- Lý luận chính trị: Cao cấp.

## Sự nghiệp

### Trường Đại học Kinh tế quốc dân
Từ 1997 – 2001: Sinh viên Trường Đại học Kinh tế Quốc dân, Bí thư Chi Đoàn B1 – K39, Bí thư Chi đoàn Ngân hàng 39C, Ủy viên BCH Liên chi đoàn Ngân hàng – Tài chính.
Từ 2001 – 2003: Học viên Chương trình cao học về Quản trị Tài chính.
Từ 2002 – 2004: Cán bộ Phòng Quản lý khoa học, Trường Đại học Kinh tế Quốc dân.
Từ 2004 – 2007: Cán bộ Phòng Quản lý khoa học, Giảng viên Khoa Ngân hàng – Tài chính, Đại học Kinh tế Quốc dân. Ủy viên Ban Thường vụ, Trưởng ban chuyên môn Đoàn trường Trường Đại học Kinh tế Quốc dân.
Từ 2007 – 6/2009:
- Cán bộ Phòng Quản lý khoa học, Giảng viên Khoa Ngân hàng – Tài chính, Trường Đại học Kinh tế Quốc dân.
- Giám đốc Trung tâm đào tạo, bồi dưỡng về Ngân hàng, tài chính và chứng khoán, Trường Đại học Kinh tế Quốc dân.
- Ủy viên BCH Trung ương Đoàn TNCS Hồ Chí Minh (khóa IX), Ủy viên Ban Thường vụ Thành đoàn Hà Nội (khóa VIII), Bí thư Đoàn trường Trường Đại học Kinh tế Quốc dân.

### Trung ương Đoàn
Từ 6/2009 –  1/2010:
- Ủy viên BCH Trung ương Đoàn (khóa IX), Phó Trưởng ban Thanh niên trường học Trung ương Đoàn.
- Ủy viên Ban Thư ký Trung ương Hội Sinh viên Việt Nam (khóa VIII), Giám đốc Trung tâm hỗ trợ và phát triển Sinh viên Việt Nam.

Từ 2/2010 – tháng 9 năm 2011: Ủy viên BCH Trung ương Đoàn (khóa IX), Phó Chánh văn phòng Trung ương Đoàn, Thư ký Bí thư thứ nhất Trung ương Đoàn Võ Văn Thưởng (nay nguyên là Ủy viên Bộ Chính trị, Chủ tịch nước Cộng hoà xã hội chủ nghĩa Việt Nam )
Từ 10/2011 – 12/2011: Ủy viên BCH Trung ương Đoàn (khóa IX), Phó Trưởng ban Thanh niên Công nhân và Đô thị Trung ương Đoàn.
Từ 1/2012 – 6/2012:
- Ủy viên BCH Trung ương Đoàn (khóa IX), Quyền Trưởng ban Thanh niên Công nhân và Đô thị Trung ương Đoàn.
- Bí thư Chi bộ Ban Thanh niên Công nhân và Đô thị Trung ương Đoàn.

Từ 7/2012 – 1/2013:
- Ủy viên Ban Thường vụ Trung ương Đoàn (khóa IX, khóa X), Trưởng ban Thanh niên Công nhân và Đô thị Trung ương Đoàn.
- Bí thư Chi bộ Ban Thanh niên Công nhân và Đô thị Trung ương Đoàn.
- Ủy viên Ủy ban Trung ương Hội Doanh nhân trẻ Việt Nam.

Từ 2/2013:
- Ủy viên Ban Thường vụ Trung ương Đoàn (khóa X), Chánh văn phòng Trung ương Đoàn.
- Ủy viên Ban Thường vụ Đảng ủy Trung ương Đoàn, Trưởng ban Dân vận Đảng ủy Trung ương Đoàn, Bí thư Đảng bộ Văn phòng Trung ương Đoàn.
- Phó Chủ tịch Hội đồng Thi đua – Khen thưởng Trung ương Đoàn.
- Phó Trưởng ban thường trực BCĐ Đổi mới và sắp xếp doanh nghiệp Nhà nước Trung ương Đoàn.
- Trưởng ban Biên tập Cổng thông tin điện tử của Đoàn TNCS Hồ Chí Minh.
- Ủy viên Ban Thư ký Ủy ban Quốc gia về Thanh niên Việt Nam.
- Ủy viên Ủy ban Trung ương Hội Doanh nhân trẻ Việt Nam.

Chiều ngày 18/8/ 2014, tại Hội nghị BCH Trung ương Đoàn lần thứ 6 (khóa X) đã bầu bổ sung ông làm Bí thư Trung ương Đoàn (khóa X, nhiệm kỳ 2012 - 2017).
Từ 11/2017, ông là Bí thư thường trực Trung ương Đoàn (khóa XI, nhiệm kỳ 2017 - 2022).
Ngày 11/12/2019, ông được Đại hội đại biểu toàn quốc Hội Liên hiệp Thanh niên Việt Nam (lần thứ VIII, nhiệm kỳ 2019 - 2024) hiệp thương cử giữ chức danh Chủ tịch Hội Liên hiệp Thanh niên Việt Nam (khóa VIII).
Ngày 11/11/2020, tại Hội nghị BCH Trung ương Đoàn (khóa XI) ông được bầu giữ chức Bí thư thứ nhất Trung ương Đoàn thay ông Lê Quốc Phong làm Bí thư Tỉnh ủy Đồng Tháp.
Từ ngày 15/1/2021, Bí thư Đảng ủy Trung ương Đoàn.
Ngày 30 tháng 1 năm 2021, Tại Đại hội đại biểu toàn quốc lần thứ XIII của Đảng, ông được bầu là Ủy viên Ban Chấp hành Trung ương Đảng Cộng sản Việt Nam khoá XIII, nhiệm kỳ 2021-2026.
Sáng ngày 8 tháng 4 năm 2021, tại kỳ họp thứ 11 ông được Quốc hội Việt Nam khóa XIV bầu làm Ủy viên Hội đồng Bầu cử quốc gia Việt Nam với 449/449 đại biểu Quốc hội có mặt tán thành, chiếm 93,54% tổng số đại biểu Quốc hội, Quốc hội đã thông qua Nghị quyết này.
Ngày 12 tháng 4 năm 2021, Ủy ban Trung ương Mặt trận Tổ quốc Việt Nam tổ chức hội nghị hiệp thương để cử ông Nguyễn Anh Tuấn làm Ủy viên Đoàn Chủ tịch Ủy ban Trung ương Mặt trận Tổ quốc Việt Nam nhiệm kỳ 2019 - 2024.
Ngày 23 tháng 5 năm 2021, ông được bầu làm đại biểu quốc hội Việt Nam khóa XV nhiệm kì 2021-2026, thuộc đoàn đại biểu quốc hội Thành phố Hồ Chí Minh được 432.761 phiếu, đạt tỷ lệ 63,96% số phiếu hợp lệ tại đơn vị bầu cử số 1: Gồm thành phố Thủ Đức.
Ngày 4 tháng 6 năm 2021, Thủ tướng Chính phủ Phạm Minh Chính ký Quyết định số 855/QĐ-TTg, bổ nhiệm ông Nguyễn Anh Tuấn làm Ủy viên Hội đồng Thi đua - Khen thưởng Trung ương.
Ngày 6 tháng 8 năm 2021, thay mặt Bộ Chính trị, Tổng Bí thư Nguyễn Phú Trọng đã ký Quyết định số 26-QĐ/TW về việc thành lập Hội đồng Lý luận Trung ương trực thuộc Bộ Chính trị khóa XIII, nhiệm kỳ 2021 - 2026. Ông Nguyễn Anh Tuấn được bổ nhiệm làm Ủy viên Hội đồng Lý luận Trung ương Đảng Cộng sản Việt Nam.
Ngày 8 tháng 11 năm 2021, tại Nhà Quốc hội, Chủ tịch Quốc hội Vương Đình Huệ chủ trì Lễ công bố Nghị quyết của Ủy ban Thường vụ Quốc hội về việc bổ nhiệm ông Nguyễn Anh Tuấn làm Chủ tịch Nhóm đại biểu Quốc hội trẻ khoá XV.

### Bí thư Tỉnh ủy Bắc Ninh
Sáng ngày 23 tháng 7 năm 2022, ông Nguyễn Quang Dương, Ủy viên Ban Chấp hành Trung ương Đảng, Phó Trưởng Ban Tổ chức Trung ương, đã công bố Quyết định số 576-QĐNS/TW của Bộ Chính trị về việc phân công ông Nguyễn Anh Tuấn, Ủy viên Trung ương Đảng, thôi giữ chức Bí thư thứ nhất Trung ương Đoàn Thanh niên Cộng sản Hồ Chí Minh nhiệm kỳ 2017-2022, Chủ nhiệm Ủy ban Quốc gia về Thanh niên Việt Nam; điều động, chỉ định tham gia Ban Chấp hành, Ban Thường vụ và giữ chức Bí thư Tỉnh ủy Bắc Ninh nhiệm kỳ 2020 - 2025. Bà Trương Thị Mai đã trao quyết định điều động của Bộ Chính trị cho ông Nguyễn Anh Tuấn. Tại thời điểm điều động, bổ nhiệm, ông đảm nhận chức Bí thư Tỉnh ủy nhiệm kì 2020-2025 trẻ nhất cả nước.
Ngày 10 tháng 8 năm 2022, Ủy ban Thường vụ Quốc hội ban hành Nghị quyết số 567/NQ-UBTVQH15 về việc chuyển sinh hoạt Đoàn ĐBQH đối với ông Nguyễn Anh Tuấn từ Đoàn ĐBQH thành phố Hồ Chí Minh đến Đoàn ĐBQH tỉnh Bắc Ninh.
Ngày 29 tháng 8 năm 2022, Ủy ban Thường vụ Quốc hội ban hành Nghị quyết số 579/NQ-UBTVQH15 về việc phê chuẩn kết quả bầu Trưởng Đoàn Đại biểu Quốc hội khóa XV tỉnh Bắc Ninh. Theo đó, Ủy ban Thường vụ Quốc hội phê chuẩn kết quả bầu ông Nguyễn Anh Tuấn, Ủy viên Trung ương Đảng, Bí thư Tỉnh ủy Bắc Ninh, đại biểu Quốc hội khóa XV thuộc Đoàn đại biểu Quốc hội tỉnh Bắc Ninh giữ chức vụ Trưởng Đoàn đại biểu Quốc hội khóa XV tỉnh Bắc Ninh.
Ngày 29 tháng 9 năm 2022, Ban Thường vụ Thành ủy Hà Nội đã công bố Quyết định số 3617-QĐ/TU, về thành lập Ban chỉ đạo triển khai Dự án đầu tư xây dựng đường Vành đai 4 - Vùng Thủ đô. Bí thư Tỉnh ủy Bắc Ninh Nguyễn Anh Tuấn được phân công làm Phó Trưởng ban Chỉ đạo.

## Khen thưởng
Bằng khen của Thủ tướng Chính phủ năm 2016.